# Jean-Claude Mézières
Jean-Claude Mézières (Parijs, 23 september 1938 – 23 januari 2022) was een Frans stripauteur, vooral bekend van zijn reeks Ravian.

## Eerste jaren
Als kind mocht Jean-Claude graag tekenen. Zijn grote voorbeeld was zijn oudere broer, die al op zijn veertiende een tekening gepubliceerd kreeg in het blad OK. In dit tijdschrift stonden ook de grote helden van Mézières als Arys Buck, Kaza en Crochemaille. Later volgden de avonturen van Kuifje van Hergé, Robbedoes en Kwabbernoot van Franquin en Lucky Luke van Morris. 
Op zijn dertiende publiceerde Mézières zijn eerste werk in de jeugdbijlage van de krant Le Figaro. De jonge Mézières was zo beïnvloed door Kuifje, dat hij zijn eigen stripalbum maakte gebaseerd op de schepping van Hergé onder de titel Kuifje in Californië. Later zou hij nog een album maken, La Grande Poursuite, een op Lucky Luke geïnspireerde strip die hij naar Hergé opstuurde. De geestelijke vader van Kuifje stuurde de jonge Mézières aanmoedigende woorden. Mézières  ging op zijn vijftiende naar de tekenacademie (l'École des arts appliqués) en raakte daar bevriend met Jean Giraud en Pathemalin, die bij hem in de klas zaten. Zij waren geïnteresseerd in strips en tezamen met Giraud maakte hij stripverhalen die in katholieke bladen als Coeur Valliant, Robbedoes, Fripounet et Marisette gepubliceerd werden. In die tijd leerde hij ook Pierre Christin kennen, die in de school naast hem zat. Mézières en Christin waren beiden enthousiast over jazz en film. Na zijn vier jaar op de academie ging Mézières in dienst. Zijn diensttijd duurde 28 maanden, waaronder een aantal maanden in Algerije, waar de bevolking in opstand was gekomen tegen het Franse regime.

## Op eigen benen
Na zijn diensttijd ging Mézières voor uitgeverij Hachette werken als illustrator. Hachette was bezig met een serie onder de titel ‘’Histoire des Civiliations’’ (de geschiedenis van de beschaving) die twintig delen zou omvatten. Na vijf delen echter trok de leiding van Hachette de stekker uit het project. Samen met Benoit Gillain, zoon van beroemde tekenaar Jijé, en zijn vriend van de academie Jean Giraud begon Mézières in 1963 een eigen studio. Hier was Mézières actief als fotograaf, bouwer van modellen en grafisch ontwerper. In 1965 ging een oude droom vervulling. Op zijn zestiende had hij al eens door de VS willen reizen om de landschappen van het voormalige Wilde Westen te zien, maar kreeg geen toestemming van zijn ouders. Met een visum reisde hij nu wel naar Amerika en reisde door Montana, Washington en Californië. Mézières die met een werkvisum naar de VS was gereisd, kreeg problemen met de immigratiedienst omdat hij zijn oorspronkelijke baan in Houston  Texas had opgezegd. Hij moest het land verlaten. Maar voordat Mézières hier gehoor aangaf, reisde hij door Salt Lake City in Utah om Pierre Christin te ontmoeten, die les gaf aan de University of Utah. Omdat hij geen werk had, zat Mézières zonder geld en vroeg onderdak bij zijn jeugdvriend. Om toch iets te verdienen werkte hij als illustrator en fotograaf en vond werk op een ranch. Met de komst van de winter werd Mézières daar weer ontslagen en samen met Christin werkte hij vervolgens aan de strip ‘’ Le Rhum du Punch’’. Ze stuurden een kopie naar Giraud die inmiddels de strip Blueberry tekende voor het tijdschrift Pilote. René Goscinny de redacteur van Pilote was enthousiast en plaatste Le ‘’Rhum du Punch’’ in het nummer van 24 maart 1966. Al snel volgde een nieuw verhaal  ‘’Comment réussir en affaires en se donnant un mal fou’’ dat ook in Pilote werd gepubliceerd. Inmiddels had de immigratiedienst hem gemeld dat zijn visum nu toch echt verlopen was en met het geld van de geplaatste strips kocht Mézières een vliegticket naar Parijs. Hij werd al gesnel gevolgd door een Amerikaans meisje, Linda, een studente van Christin. Ze werd al snel de vrouw van Mézières.

## De geboorte van Ravian
Terug in Frankrijk ging Mézières werken voor Pilote en Tintin en publiceerde hij twee kinderboeken met tekst van Pierre Christin en foto’s en illustraties van hemzelf. Goscinny was erg ingenomen met de jonge tekenaar en koppelde hem aan de scenarist Fred met wie Mézières ging werken aan de strip ‘’L'extraordinaire et Troublante Aventure de Mr. August Faust’’. Omdat er door Fred al het nodige voorwerk was gedaan aan de verschillende strippanels, had Mézières weinig artistieke vrijheid. Ondertussen was Pierre Christin teruggekeerd naar Frankrijk waar hij een school voor de journalistiek probeerde op te zetten. Het was Christin die voorstelde om samen met Mézières een strip te gaan maken. Aangezien ze allebei een voorliefde hadden voor de western, was het de bedoeling een strip over cowboys te maken. Maar Goscinny vond het geen goed idee, behalve Lucky Luke waren er al de cowboys Blueberry en Jerry Spring. Hij stelde voor een science- fictionstrip te maken. In 1967 werd Ravian (Valérian in het Frans), de tijd-ruimteagent uit de 28e eeuw, geboren. Net als Blueberry van Giraud, moest Ravian meer een antiheld worden. Op 9 november 1967 verscheen de eerste aflevering van ‘’Les Mauvais Rêves’’, het eerste Ravianavontuur. Ravian reist naar de Middeleeuwen en wordt van de dood gered door een Frans boerenmeisje uit die tijd, Laureline. Ravian neemt haar later mee terug naar de 28e eeuw. Het eerste avontuur kent nog een stijl die hinkt tussen karikatuur en realisme, maar al snel gaat Mézières realistischer tekenen, ook de scenario’s van Christin worden donkerder en realistischer van toon. Ravian zou door Mézières en Christin worden voortgezet tot 2010 en uitgroeien tot een van beroemdste strips van de afgelopen veertig jaar.

## Film en televisie
Naast het werk voor Ravian werkte Mézières ook mee aan diverse films. Het succes van Ravian betekende dat hij gevraagd werd om mee te werken aan de decors en vormgeving van diverse SF-films en televisieproducties. In oktober 1985 werd hij gevraagd om mee te werken aan Hard to Be a God van Peter Fleischmann. Mézières maakte decorontwerpen en tekende storyboards voor de film. Beroemd werden de ontwerpen voor vliegende auto’s en politiewagens die Mézières samen met Giraud maakte voor de film The Fifth Element van Luc Besson, een grote fan van Ravian. De samenwerking begon al in 1991 en resulteerde in een film in 1997. Veel van de gebouwen van het futuristische New York en de ruimteschepen zijn van Mézières.

## Ander werk
Mézières was een veelgevraagd illustrator en hij werkte voor kranten (Le Monde) en tijdschriften. Met name voor het SF-tijdschrift Métal Hurlant maakte hij veel omslagen. Ook was hij actief als ontwerper in de reclame- en advertentiewereld. Daarnaast werkte hij als leraar striptekenen aan de universiteit van Parijs. Ook werkte hij met Pierre Christin aan projecten die niet over Ravian gingen, zoals de albums ‘’Lady Polaris’’ (1987) en ‘’Canal Choc’’.
In 2021 werd er wat van zijn werk, dat door de jaren heen verscheen bij diverse media zoals kranten en tijdschriften, gebundeld in het boek L'Art de Mézières. Naast strips omvat dit boek ook allerlei onuitgegeven afbeeldingen en publiciteitstekeningen. Mézières gaf in datzelfde jaar in een interview met het Franse stripinformatieblad Casemate aan dat het zijn laatste uitgave zou zijn. Hij overleed op 83-jarige leeftijd.

## Prijzen
- 1978: Capitan Misterio-Emilio Freixas Prix del International Comics Convention of the Principality of Asturias- Gijón
- 1984: Grand Prix de la ville d'Angoulême
- 1987: European Science Fiction Society award
- 1997: Tournesol Award
- 2011: Haxtur Award del International Comics Convention of the Principality of Asturias- Gijón
- 2018: Grand Prix Saint-Michel[4]